# Antiopella fusca
Antiopella fusca (O'Donoghue, 1924) è un mollusco nudibranchio appartenente alla famiglia Janolidae.